# 카라카스 FC
카라카스 푸트볼 클루브(Caracas Fútbol Club)는 베네수엘라의 수도 카라카스를 연고로 하는 축구 클럽이다. 베네수엘라 리그에서 11회 우승을 한 가장 성공적인 클럽이다.

## 선수 명단

### 현역
참고: FIFA 자격 규정에 따라 소속된 국가대표팀 국기를 표시합니다. 선수는 복수의 FIFA 비회원국 국적을 가지고 있을 수 있습니다.
| 번호 | 포지션 | 국적       | 이름        |
| ---- | ------ | ---------- | ----------- |
| 27   | MF     | 나이지리아 | 블레싱 에뎃 |

| 번호 | 포지션 | 국적       | 이름          |
| ---- | ------ | ---------- | ------------- |
| 44   | FW     | 나이지리아 | 숄라 오두오예 |

### 역대
틀:카라카스 FC 선수 명단